# Josef Sedláček (calciatore 1893)
Josef Sedláček (Vienna, 15 dicembre 1893 – 15 gennaio 1985) è stato un calciatore cecoslovacco, di ruolo attaccante.

## Carriera
Dopo aver giocato una partita nel 1917 con la Nazionale austriaca, dal 1920 al 1926 ha difeso i colori della Cecoslovacchia.

## Palmarès

### Club

#### Competizioni nazionali
- Campionato cecoslovacco: 4

Sparta Praga: 1919, 1922, 1925-1926, 1926-1927

#### Competizioni internazionali
- Coppa Mitropa: 1

Sparta Praga: 1927